# Мирано
Мира̀но (на италиански: Mirano; на венециански: Miran, Миран) е град и община в Северна Италия, провинция Венеция, регион Венето. Разположен е на 9 m надморска височина. Населението на общината е 27 055 души (към 2014 г.).